# Temporada da NFL de 1997
A Temporada de 1997 da NFL foi a 78ª temporada regular da da National Football League. Nesta temporada o Oilers se mudou de Houston, Texas para Nashville, Tennessee. O time foi então rebatizado de Tennessee Oilers e a equipe jogou seus jogos em casa no Liberty Bowl Memorial Stadium em Memphis, Tennessee enquanto um novo estádio estava sendo construído em Nashville.
Esta foi a última temporada em que tanto a NBC e a TNT teriam os direitos de transmitir os  jogos da NFL. Quando os contratos da TV foram renovados no final daquele ano, a CBS ficou com a cobertura da American Football Conference e a ESPN ganhou o direito de transmitir os jogos de domingo a noite.
Devido ao Jogo 7 da World Series de 1997, o jogo entre Chicago Bears e Miami Dolphins no Pro Player Stadium foi movido para segudno, 27 de outubro.
O Denver Broncos e o Tampa Bay Buccaneers mudaram seus uniformes antes da temporada começar.
A temporada terminou no Super Bowl XXXII quando o Denver Broncos derrotou o Green Bay Packers.

## Classificação
V = Vitórias, D = Derrotas, E = Empates, PCT = porcentagem de vitórias, PF= Pontos feitos, PS = Pontos sofridos
Classificados para os playoff estão marcados em verde
| AFC East                 |    |    |   |      |     |     |
| Time                     | V  | D  | E | PCT  | PF  | PS  |
| (3) New England Patriots | 10 | 6  | 0 | .625 | 369 | 289 |
| (6) Miami Dolphins       | 9  | 7  | 0 | .563 | 339 | 327 |
| New York Jets            | 9  | 7  | 0 | .563 | 348 | 287 |
| Buffalo Bills            | 6  | 10 | 0 | .375 | 255 | 367 |
| Indianapolis Colts       | 3  | 13 | 0 | .188 | 313 | 401 |
| AFC Central              |    |    |   |      |     |     |
| Time                     | V  | D  | E | PCT  | PF  | PS  |
| (2) Pittsburgh Steelers  | 11 | 5  | 0 | .688 | 372 | 307 |
| (5) Jacksonville Jaguars | 11 | 5  | 0 | .688 | 394 | 318 |
| Tennessee Oilers         | 8  | 8  | 0 | .500 | 333 | 310 |
| Cincinnati Bengals       | 7  | 9  | 0 | .438 | 355 | 405 |
| Baltimore Ravens         | 6  | 9  | 1 | .406 | 326 | 345 |
| AFC West                 |    |    |   |      |     |     |
| Time                     | V  | D  | E | PCT  | PF  | PS  |
| (1) Kansas City Chiefs   | 13 | 3  | 0 | .813 | 375 | 232 |
| (4) Denver Broncos       | 12 | 4  | 0 | .750 | 472 | 287 |
| Seattle Seahawks         | 8  | 8  | 0 | .500 | 365 | 362 |
| Oakland Raiders          | 4  | 12 | 0 | .250 | 324 | 419 |
| San Diego Chargers       | 4  | 12 | 0 | .250 | 266 | 425 |

| NFC East                 |    |    |   |      |     |     |
| Time                     | V  | D  | E | PCT  | PF  | PS  |
| (3) New York Giants      | 10 | 5  | 1 | .656 | 307 | 265 |
| Washington Redskins      | 8  | 7  | 1 | .531 | 327 | 289 |
| Philadelphia Eagles      | 6  | 9  | 1 | .406 | 317 | 372 |
| Dallas Cowboys           | 6  | 10 | 0 | .375 | 304 | 314 |
| Arizona Cardinals        | 4  | 12 | 0 | .250 | 283 | 379 |
| NFC Central              |    |    |   |      |     |     |
| Time                     | V  | D  | E | PCT  | PF  | PS  |
| (2) Green Bay Packers    | 13 | 3  | 0 | .813 | 422 | 282 |
| (4) Tampa Bay Buccaneers | 10 | 6  | 0 | .625 | 299 | 263 |
| (5) Detroit Lions        | 9  | 7  | 0 | .563 | 379 | 306 |
| (6) Minnesota Vikings    | 9  | 7  | 0 | .563 | 354 | 359 |
| Chicago Bears            | 4  | 12 | 0 | .250 | 263 | 421 |
| NFC West                 |    |    |   |      |     |     |
| Time                     | V  | D  | E | PCT  | PF  | PS  |
| (1) San Francisco 49ers  | 13 | 3  | 0 | .813 | 375 | 265 |
| Carolina Panthers        | 7  | 9  | 0 | .438 | 265 | 314 |
| Atlanta Falcons          | 7  | 9  | 0 | .438 | 320 | 361 |
| New Orleans Saints       | 6  | 10 | 0 | .375 | 237 | 327 |
| St. Louis Rams           | 5  | 11 | 0 | .313 | 299 | 359 |

### Desempate
- Miami terminou a frente do N.Y. Jets na AFC East baseado no confronto direto (2-0).
- Pittsburgh terminou a frente de Jacksonville na AFC Central baseado em mais pontos dentro da divisão (78 contra 23 do Jaguars).
- Oakland terminou a frente de San Diego na AFC West baseado em um melhor retrospecto dentro da divisão (2-6 contra 1-7 do Chargers).
- San Francisco foi o primeiro na NFC baseado em um melhor retrospecto dentro da conferência do que Green Bay (11-1 contra 10-2 do Packers).
- Detroit terminou a frente de Minnesota na NFC Central baseado no confronto direto (2-0).
- Carolina terminou a frente de Atlanta na NFC West baseado no confronto direto (2-0).

## Playoffs
|  | Jogos de Wild Card | Jogos de Wild Card | Jogos de Wild Card |               |              | Playoffs de divisão | Playoffs de divisão | Playoffs de divisão |    |  | Finais de conferência | Finais de conferência | Finais de conferência |    |  | Super Bowl XXXII | Super Bowl XXXII | Super Bowl XXXII |
|  |                    |                    |                    |               |              |                     |                     |                     |    |  |                       |                       |                       |    |  |                  |                  |                  |
|  | 5                  | Detroit            | 10                 |               |              |                     |                     |                     |    |  |                       |                       |                       |    |  |                  |                  |                  |
|  | 4                  | Tampa Bay          | 20                 |               |              |                     |                     |                     |    |  |                       |                       |                       |    |  |                  |                  |                  |
|  | 4                  | Tampa Bay          | 20                 |               | 4            | Tampa Bay           | 7                   |                     |    |  |                       |                       |                       |    |  |                  |                  |                  |
|  |                    |                    |                    |               | 4            | Tampa Bay           | 7                   |                     |    |  |                       |                       |                       |    |  |                  |                  |                  |
|  |                    |                    | 2                  | Green Bay     | 21           |                     |                     |                     |    |  |                       |                       |                       |    |  |                  |                  |                  |
|  |                    |                    | 2                  | Green Bay     | 21           |                     |                     |                     |    |  |                       |                       |                       |    |  |                  |                  |                  |
|  |                    |                    |                    |               |              |                     |                     |                     |    |  |                       |                       |                       |    |  |                  |                  |                  |
|  |                    |                    |                    |               |              |                     |                     |                     |    |  |                       |                       |                       |    |  |                  |                  |                  |
|  |                    |                    |                    |               |              |                     | 2                   | Green Bay           | 23 |  |                       |                       |                       |    |  |                  |                  |                  |
|  | NFC                |                    |                    |               |              |                     | 2                   | Green Bay           | 23 |  |                       |                       |                       |    |  |                  |                  |                  |
|  |                    | 1                  | San Francisco      | 10            |              |                     |                     |                     |    |  |                       |                       |                       |    |  |                  |                  |                  |
|  | 6                  | 1                  | San Francisco      | 10            | Minnesota    | 23                  |                     |                     |    |  |                       |                       |                       |    |  |                  |                  |                  |
|  | 6                  |                    |                    |               | Minnesota    | 23                  |                     |                     |    |  |                       |                       |                       |    |  |                  |                  |                  |
|  | 3                  | N.Y. Giants        | 22                 |               |              |                     |                     |                     |    |  |                       |                       |                       |    |  |                  |                  |                  |
|  | 3                  | N.Y. Giants        | 22                 |               | 6            | Minnesota           | 22                  |                     |    |  |                       |                       |                       |    |  |                  |                  |                  |
|  |                    |                    |                    |               | 6            | Minnesota           | 22                  |                     |    |  |                       |                       |                       |    |  |                  |                  |                  |
|  |                    |                    | 1                  | San Francisco | 38           |                     |                     |                     |    |  |                       |                       |                       |    |  |                  |                  |                  |
|  |                    |                    | 1                  | San Francisco | 38           |                     |                     |                     |    |  |                       |                       |                       |    |  |                  |                  |                  |
|  |                    |                    |                    |               |              |                     |                     |                     |    |  |                       |                       |                       |    |  |                  |                  |                  |
|  |                    |                    |                    |               |              |                     |                     |                     |    |  |                       |                       |                       |    |  |                  |                  |                  |
|  |                    |                    |                    |               |              |                     |                     |                     |    |  |                       | N2                    | Green Bay             | 24 |  |                  |                  |                  |
|  |                    |                    |                    |               |              |                     |                     |                     |    |  |                       |                       |                       |    |  |                  |                  |                  |
|  |                    | A4                 | Denver             | 31            |              |                     |                     |                     |    |  |                       |                       |                       |    |  |                  |                  |                  |
|  | 5                  | A4                 | Denver             | 31            | Jacksonville | 17                  |                     |                     |    |  |                       |                       |                       |    |  |                  |                  |                  |
|  | 5                  |                    |                    |               | Jacksonville | 17                  |                     |                     |    |  |                       |                       |                       |    |  |                  |                  |                  |
|  | 4                  | Denver             | 42                 |               |              |                     |                     |                     |    |  |                       |                       |                       |    |  |                  |                  |                  |
|  | 4                  | Denver             | 42                 |               | 4            | Denver              | 14                  |                     |    |  |                       |                       |                       |    |  |                  |                  |                  |
|  |                    |                    |                    |               | 4            | Denver              | 14                  |                     |    |  |                       |                       |                       |    |  |                  |                  |                  |
|  |                    |                    | 1                  | Kansas City   | 10           |                     |                     |                     |    |  |                       |                       |                       |    |  |                  |                  |                  |
|  |                    |                    | 1                  | Kansas City   | 10           |                     |                     |                     |    |  |                       |                       |                       |    |  |                  |                  |                  |
|  |                    |                    |                    |               |              |                     |                     |                     |    |  |                       |                       |                       |    |  |                  |                  |                  |
|  |                    |                    |                    |               |              |                     |                     |                     |    |  |                       |                       |                       |    |  |                  |                  |                  |
|  |                    |                    |                    |               |              |                     | 4                   | Denver              | 24 |  |                       |                       |                       |    |  |                  |                  |                  |
|  | AFC                |                    |                    |               |              |                     | 4                   | Denver              | 24 |  |                       |                       |                       |    |  |                  |                  |                  |
|  |                    | 2                  | Pittsburgh         | 21            |              |                     |                     |                     |    |  |                       |                       |                       |    |  |                  |                  |                  |
|  | 6                  | 2                  | Pittsburgh         | 21            | Miami        | 3                   |                     |                     |    |  |                       |                       |                       |    |  |                  |                  |                  |
|  | 6                  |                    |                    |               | Miami        | 3                   |                     |                     |    |  |                       |                       |                       |    |  |                  |                  |                  |
|  | 3                  | New England        | 17                 |               |              |                     |                     |                     |    |  |                       |                       |                       |    |  |                  |                  |                  |
|  | 3                  | New England        | 17                 |               | 3            | New England         | 6                   |                     |    |  |                       |                       |                       |    |  |                  |                  |                  |
|  |                    |                    |                    |               | 3            | New England         | 6                   |                     |    |  |                       |                       |                       |    |  |                  |                  |                  |
|  |                    |                    | 2                  | Pittsburgh    | 7            |                     |                     |                     |    |  |                       |                       |                       |    |  |                  |                  |                  |
|  |                    |                    | 2                  | Pittsburgh    | 7            |                     |                     |                     |    |  |                       |                       |                       |    |  |                  |                  |                  |
|  |                    |                    |                    |               |              |                     |                     |                     |    |  |                       |                       |                       |    |  |                  |                  |                  |

### AFC
- Jogos de Wild-Card: DENVER 42, Jacksonville 17; NEW ENGLAND 17, Miami 3
- Playoffs de divisão: PITTSBURGH 7, New England 6; Denver 14, KANSAS CITY 10
- AFC Championship: Denver 24, PITTSBURGH 21 no Three Rivers Stadium, Pittsburgh, Pensilvânia, 11 de janeiro de 1998

### NFC
- Jogos de Wild-Card: Minnesota 23, N.Y. GIANTS 22; TAMPA BAY 20, Detroit 10
- Playoffs de divisão: SAN FRANCISCO 38, Minnesota 22; GREEN BAY 21, Tampa Bay 7
- NFC Championship: Green Bay 23, SAN FRANCISCO 10 no Candlestick Park, São Francisco, Califórnia, 11 de janeiro de 1998

### Super Bowl
- Super Bowl XXXII: Denver (AFC) 31, Green Bay (NFC) 24 no Qualcomm Stadium, San Diego, Califórnia, 25 de janeiro de 1998

## Lideres em estatísticas na Temporada Regular

### Time
| Pontos marcados                 | Denver Broncos (472)        |
| Total de jardas                 | Denver Broncos (5,872)      |
| Jardas terrestres               | Pittsburgh Steelers (2,479) |
| Jardas aéreas                   | Seattle Seahawks (3,959)    |
| Menos pontos cedidos            | Kansas City Chiefs (232)    |
| Menos jardas cedidas            | San Francisco 49ers (4,013) |
| Menos jardas terrestres cedidas | Pittsburgh Steelers (1,318) |
| Menos jardas aéreas cedidas     | Dallas Cowboys (2,522)      |

### Individual
| Pontos                       | Mike Hollis, Jacksonville (134 pontos)                     |
| Touchdowns                   | Abdul-Karim al-Jabbar, Miami (16 TDs)                      |
| Mais field goals feitos      | Richie Cunningham, Dallas (34 FGs)                         |
| Jardas terrestres            | Barry Sanders, Detroit, (2,053 jardas)                     |
| Rating                       | Steve Young, San Francisco (104.7)                         |
| Passes para touchdown        | Brett Favre, Green Bay (35 TDs)                            |
| Recepções                    | Tim Brown, Oakland e Herman Moore, Detroit (104 recepções) |
| Jardas recebidas             | Rob Moore, Arizona (1,584)                                 |
| Jardas por retorno (Punt)    | Jermaine Lewis, Baltimore (15.6 jardas de média)           |
| Jardas por retorno (Kickoff) | Michael Bates, Carolina (27.3 jardas de média)             |
| Interceptações               | Ryan McNeil, St. Louis (9)                                 |
| Jardas por Punt              | Mark Royals, New Orleans (45.9 jardas de média)            |
| Sacks                        | John Randle, Minnesota (15.5)                              |

## Prêmios
| Most Valuable Players (Jogadores Mais Valiosos)                  | Brett Favre, Quarterback, Green Bay e Barry Sanders, Running Back, Detroit |
| NFL Coach of the Year (Treinador do Ano)                         | Jim Fassel, New York Giants                                                |
| NFL Offensive Player of the Year (Jogador Ofensivo do Ano)       | Barry Sanders, Running Back, Detroit                                       |
| NFL Defensive Player of the Year (Jogador Defensivo do Ano)      | Dana Stubblefield, Defensive Tackle, San Francisco                         |
| NFL Offensive Rookie of the Year (Novato Ofensivo do Ano)        | Warrick Dunn, Running Back, Tampa Bay                                      |
| NFL Defensive Rookie of the Year Award (Novato Defensivo do Ano) | Peter Boulware, Linebacker, Baltimore                                      |